# Кроква (село)
Кро́ква — село у Лівинецькій сільській громаді Дністровського району Чернівецької області України.
У селі народився Ігор Володимирович Жалоба — історик (доктор історичних наук), професор, завідувач кафедри дипломатичної і консульської служби Дипломатичної академії України при МЗС України.

## Населення
Згідно з переписом УРСР 1989 року чисельність наявного населення села становила 262 особи, з яких 114 чоловіків та 148 жінок.
За переписом населення України 2001 року в селі мешкала 221 особа.

### Мова
Розподіл населення за рідною мовою за даними перепису 2001 року:
| Мова       | Кількість | Відсоток |
| ---------- | --------- | -------- |
| українська | 215       | 97.29%   |
| румунська  | 4         | 1.81%    |
| російська  | 2         | 0.90%    |
| Усього     | 221       | 100%     |